# Arnold Kressmann
Arnold Kressmann (* 19. Februar 1879 in Danzig; † 11. Dezember 1968 in Reitrain, Kreuth) war ein deutscher Verwaltungsjurist und Richter.

## Leben
Kressmanns Eltern waren Arthur Eugen Kressmann, Großkaufmann und Konsul in Danzig, und seine Frau Caroline Auguste, geborene Mallison. Nach einem Semester an der Ludwig-Maximilians-Universität München studierte Arnold Kressmann ab dem Sommersemester 1898 an der Eberhard Karls Universität Tübingen Rechtswissenschaft. Am 9. Dezember 1898 wurde er im Corps Rhenania Tübingen recipiert. Als Inaktiver wechselte er an die Friedrich-Wilhelms-Universität zu Berlin. 1904 wurde er zum Dr. iur. promoviert. Seit 1908 Regierungsassessor, kam er 1911 als Regierungsrat nach Kassel. Im selben Jahr heiratete er Ilse Kruse aus Düsseldorf. Aus der Ehe ging eine Tochter hervor. Während des Ersten Weltkriegs diente er 1914 bis 1917 in der Preußischen Armee, zuletzt als Rittmeister der Reserve.
Noch im Krieg wurde er 1917 als kommissarischer Landrat des Kreises Lauenburg i. Pom. berufen. Die endgültige Ernennung erfolgte 1918. Nach 27 Jahren holte man ihn in die Personalabteilung des Reichs- und Preußischen Ministeriums des Innern. 1941 kehrte er in die Rechtspflege zurück, als Oberverwaltungsgerichtsrat am Oberverwaltungsgericht in Berlin. Zuletzt war er beim Oberpräsidium der Provinz Brandenburg. 1945 pensioniert, übersiedelte er nach Reitrain zwischen Rottach-Egern und Kreuth. Er leitete die Gewinnabschöpfungsstelle.

## Schriften
- Das Versailler Diktat und der Kreis Lauenburg i. Pom. Kreuth-Reitrain 1958.